# Dudley (Street Fighter)
Dudley (ダッドリー Daddorī) es un personaje ficticio de la franquicia de videojuegos de pelea Street Fighter.

## Historia
Es el hijo de un noble inglés, pero su padre perdió todas sus posesiones. Dudley empezó a boxear, para volver a ganar fortuna y poder comprar las cosas que perdió. Una de esas cosas era el viejo coche de su padre, del cual el actual dueño es Gill, él se unió al tercer torneo para encontrar a Gill y comprarle su antiguo coche. Se enfrentó en el camino a Balrog una pelea interesante ya que es boxeador vs boxeador.
Dudley está acompañado de su fiel mayordomo Ortho K. Gotch.

## Datos personales
A Dudley le encanta en té y a veces lo toma mientras conduce con sus guantes de box, ama tanto a las rosas que hasta tiene un laberinto de ellas en su jardín.
Tiene una estatura de 1,86 m, pesa 100 kls, grupo sanguíneo B, sexo masculino, color de pelo negro, color de ojos azules, nacimiento 27 de enero.
Dudley un personaje muy refinado y respetuoso, siempre está bien vestido, es demasiado delicado y sentimental. 

## Técnicas y estilo de lucha
El estilo de lucha de Dudley es el boxeo, dando golpes rápidos pero fuertes.
- Datos: Q3267101